# ブレリオ 115
ブレリオ 115（Blériot 115）は1920年代のフランスの複葉4発旅客機である。アフリカへの飛行を行ったことで知られる。

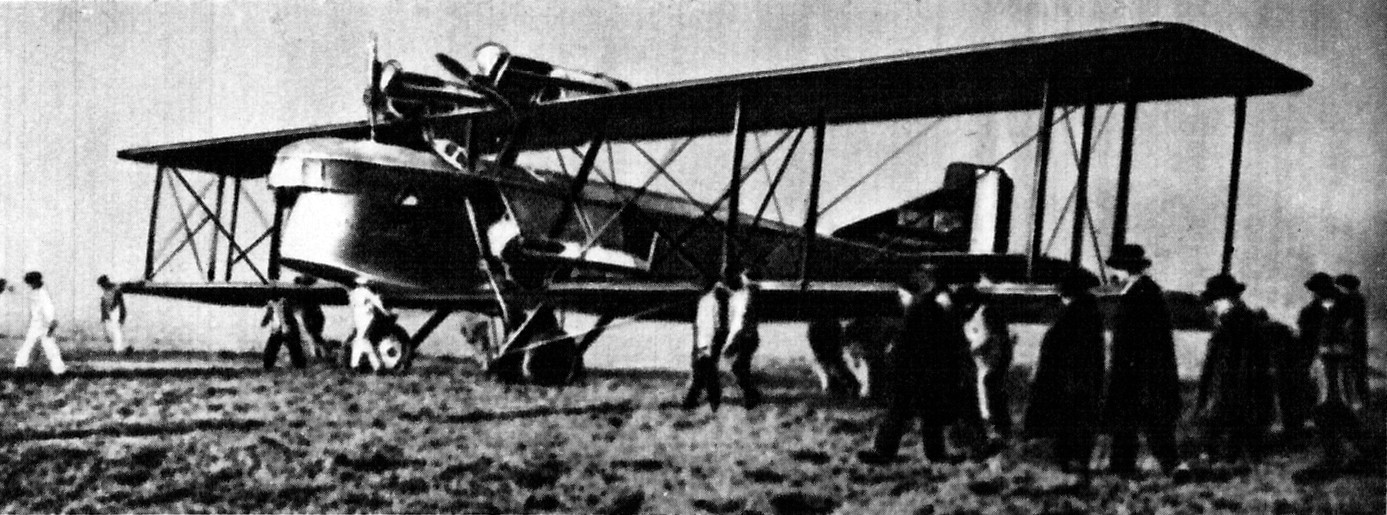
ブレリオ 115

当時としては大型の機体の複葉機でエンジン2基は上翼に装備され、残りの2基のエンジンは下翼に装備された。1923年5月9日に初飛行したが、6月23日に試作機は墜落し、操縦していたジャン・カザーレが死亡した。
3号機と4号機が製作され「ローラン・ギャロス」号、「ジャン・カザーレ」号と命名された。ジャン・ダグノーが率いたフランス領のチャドをめざすアフリカ探検飛行に使用された。1925年1月18日にフランスを出発し。1月28日にアルジェリアのColomb-Bécharに達したが、2月7日ニジェールのニアメを離陸時に、墜落し通信士が死亡し、ダグノーらの2人のパイロットも負傷し4,137Kmの距離を飛んだところで飛行は終了した。
改良型が作られ1924年6月に初飛行したが、トータルの生産数は6機で終わった。

## 要目
- 乗員：3名
- 乗客：8人
- 全長：14.45 m
- 全幅：25.00 m
- 全高：4.96 m
- 翼面積：126.0 m2
- 空虚重量：2,950 kg
- 全備重量：4,900 kg
- エンジン：4 ×Hispano-Suiza 8Ac,180 hp
- 最大速度：180 km/h
- 巡航高度：6,000 m
- 航続距離：600 km